# Juan Silveira dos Santos
Juan Silveira dos Santos (Río de Janeiro, Estado de Río de Janeiro, Brasil, 1 de febrero de 1979) conocido como Juan, es un exfutbolista brasileño. Jugaba como defensa central y su último club fue el Flamengo de la Serie A de Brasil.

## Selección nacional
Ha sido Internacional con la Selección de Brasil, ha jugado 79 partidos internacionales y ha anotado 7 goles desde el año 2002, de los cuales, 4 se los anotó a Chile.
El último partido de Juan en la verdeamarela fue en la Copa Mundial de 2010 ante los Países Bajos en cuartos de final, donde Brasil quedó eliminado al perder por 2-1.

### Participaciones en Copas del Mundo ganó la copa del mundial de fútbol  Corea Japón 2002
| Mundial              | Sede      | Resultado        | PJ | G |
| -------------------- | --------- | ---------------- | -- | - |
| Copa Mundial de 2006 | Alemania  | Cuartos de final | 5  | 0 |
| Copa Mundial de 2010 | Sudáfrica | Cuartos de final | 5  | 1 |

### Participaciones en Copa América
| Copa América      | Sede      | Resultado        | PJ | G |
| ----------------- | --------- | ---------------- | -- | - |
| Copa América 2001 | Colombia  | Cuartos de final | 4  | 0 |
| Copa América 2004 | Perú      | Campeón          | 6  | 1 |
| Copa América 2007 | Venezuela | Campeón          | 6  | 1 |

### Participaciones en Copa Confederaciones
| Copa                      | Sede      | Resultado | PJ | G |
| ------------------------- | --------- | --------- | -- | - |
| Copa Confederaciones 2005 | Alemania  | Campeón   | 5  | 0 |
| Copa Confederaciones 2009 | Sudáfrica | Campeón   | 5  | 1 |

## Clubes
| Club                | País            | Año             | Partidos | Goles |
| ------------------- | --------------- | --------------- | -------- | ----- |
| C. R. Flamengo      | Brasil          | 1996-2002       | 75       | 5     |
| Bayer 04 Leverkusen | Alemania        | 2002-2007       | 176      | 16    |
| Roma                | Italia          | 2007-2012       | 148      | 11    |
| Internacional       | Brasil          | 2012-2015       | 77       | 6     |
| C. R. Flamengo      | Brasil          | 2016-2019       | 67       | 3     |
| Total en clubes     | Total en clubes | Total en clubes | 543      | 41    |

## Palmarés

### Campeonatos Regionales
| Título             | Club           | Estado             | Año  |
| ------------------ | -------------- | ------------------ | ---- |
| Taça Guanabara     | C. R. Flamengo | Río de Janeiro     | 1996 |
| Campeonato Carioca | C. R. Flamengo | Río de Janeiro     | 1996 |
| Taça Guanabara     | C. R. Flamengo | Río de Janeiro     | 1999 |
| Campeonato Carioca | C. R. Flamengo | Río de Janeiro     | 1999 |
| Taça Río           | C. R. Flamengo | Río de Janeiro     | 2000 |
| Campeonato Carioca | C. R. Flamengo | Río de Janeiro     | 2000 |
| Taça Guanabara     | C. R. Flamengo | Río de Janeiro     | 2001 |
| Campeonato Carioca | C. R. Flamengo | Río de Janeiro     | 2001 |
| Campeonato Gaúcho  | Internacional  | Río Grande del Sur | 2013 |
| Campeonato Gaúcho  | Internacional  | Río Grande del Sur | 2014 |
| Campeonato Gaúcho  | Internacional  | Río Grande del Sur | 2015 |
| Campeonato Carioca | C. R. Flamengo | Río de Janeiro     | 2017 |
| Taça Guanabara     | C. R. Flamengo | Río de Janeiro     | 2018 |

### Campeonatos nacionales
| Título              | Club    | País   | Año  |
| ------------------- | ------- | ------ | ---- |
| Supercopa de Italia | AS Roma | Italia | 2007 |
| Copa Italia         | AS Roma | Italia | 2008 |

### Campeonatos internacionales
| Título               | Club *              | Sede      | Año  |
| -------------------- | ------------------- | --------- | ---- |
| Copa Mercosur        | C. R. Flamengo      | São Paulo | 1999 |
| Copa América         | Selección de Brasil | Perú      | 2004 |
| Copa Confederaciones | Selección de Brasil | Alemania  | 2005 |
| Copa América         | Selección de Brasil | Venezuela | 2007 |
| Copa Confederaciones | Selección de Brasil | Sudáfrica | 2009 |